# Herta Wićazec

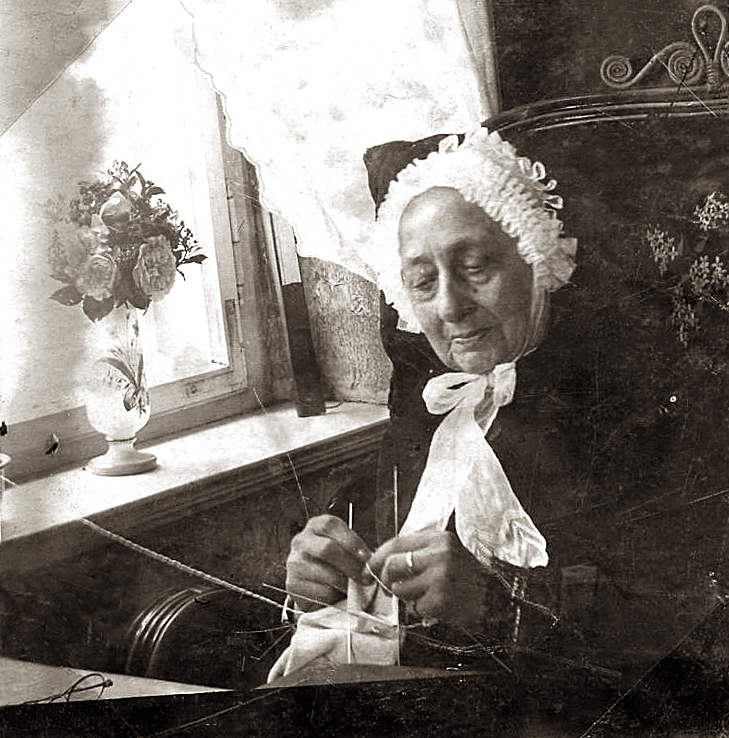
Herta Wićazec

Herta Wićazec (deutsch Johanne Henriette Lehmann; geb. 4. Februar 1819 in Bautzen; gest. 24. März 1885 ebenda) war eine sorbische Schriftstellerin und Dichterin.

## Leben und Wirken

Herta Wićazec vor 1885

Unterschrift von Herta Vićazec

Herta Wićazec wurde am 4. Februar 1819 als Tochter von Jan Korla Gusta Wićaz (Carl August Lehmann) und der Maria Mučerjec in Bautzen (damals Königreich Sachsen) geboren. Nach dem Abitur lebte sie weiterhin in Bautzen, wo sie auch im Chor der evangelischen Kirche sang. Ihren Lebensunterhalt bestritt sie als Schneiderin. Ende der 1840er Jahre begann sie, erste Gedichte in deutscher Sprache im Stil der spätromantischen Lyrik zu schreiben.
Ihre erste Phase des poetischen Schaffens wurde von deutschen Dichtern wie Karl von Gunderrode und Annette von Droste-Hülshoff beeinflusst. 
Zu sorbischer Schrift, Kultur und Identität hatte Herta Wićazec zunächst keinen Zugang. Sie lernte im Jahr 1841 den jungen Lehrer Jan Bohuwěr Mučink (dt.: Johann Traugott Mutschink; 1821–1904) kennen, der sie dazu inspirierte, in sorbischer Sprache zu schreiben. Er beschäftigte sich viel mit Lyrik und wurde auch selbst als Publizist unter seinem Pseudonym „Horisław“ bekannt besonders durch seine Erzählung „Ribowčenjo“ aus dem Jahr 1849.
Wićazec zeigte Mučink beim Spaziergang ihre Aphorismen und Gedichte und wurde durch ihn ermutigt, sorbisch zu schreiben und ihre Gedichte an die Sorbische Zeitung zu schicken. Er veröffentlichte selbst in seinem Buch „Boža krasnosć w stwórbi“ [Gottes Herrlichkeit in der Schöpfung] aus dem Jahr 1854 einige ihrer Gedichte. Als Mučink 1859 Juliana Louisa heiratete, brach der Kontakt zwischen ihm und Wićazec ab und sie dichtete von da ab nie mehr in sorbischer Sprache. Der sorbische Schriftsteller Jan Wjela (1822–1907) bekannt unter seinem Pseudonym Radyserb, berichtete, dass sie weiter Gedichte und Aphorismen in deutscher Sprache verfasst habe, die sie aber nicht mehr veröffentlichte.
Insgesamt sind von Herta Wićazec nur dreißig Gedichte erhalten geblieben. Der sorbische Geistliche Michał Hórnik (1833–1894) wies 1863 in seiner „Lesance“ auf Herta Wićazec hin. 1900 stellte der tschechische Slawist Adolf Černý (1864–1952) Wićazec und ihre Lyrik in der Časopis Maćicy Serbskeje (ČMS) dar. 1906 erschien dort ein weiterer Artikel von Jan Cyž-Hajničanski zu ihr auch mit deutschen Gedichten. Durch die Lyrikerin Róža Domašcyna (dtsch. Rosa Maria Domaschke) und den Slawisten Christian Prunitsch wurden sie und ihre Arbeit 1993 neu gewürdigt, sie beschreiben sie als „Vorgängerin subjektiver Lyrik“. In der Zeit von 1848 bis 1850, in der sie an die Öffentlichkeit trat und ihre Arbeiten in verschiedenen Zeitungen publizierte, seien die Liebe und die Leiden ihrer Seele die herausragenden Themen ihrer Arbeiten gewesen. Bis 1854 habe sie danach nichts publiziert, aber sich intensiv mit der metaphysischen Reflexion über Religion beschäftigt. Damit habe sie sich auf das Verfassen von Gedichten mit christlichen Inhalten vorbereitet, die sie dann zwischen 1856 und 1858 veröffentlichte. Literaturwissenschaftlich wurde dies als transzendente Phase ihrer Arbeit eingeordnet. Wićazec sei in einer anderen Welt gewechselt, wo sie die Depression überwunden habe. Nach ihr seien nur die Reinheit des Herzens und der Glaube Wege zum Glück, das Glück auf der Welt jedoch nichts Bleibendes. Der Antagonismus zwischen der irdischen Welt und Wićazecs Vorstellung vom Paradies habe sich in ihren Gedichten ausgedrückt, die oft vordergründig Dinge des täglichen Lebens beschrieben, wie Feste, Liebe oder die Natur.
Herta Wićazec starb am 24. März 1885 in ihrem Geburtsort Bautzen.
Aus einem Brief von Herta Wićazec aus dem Jahre 1848 zitiert Róža Domašcyna:

„Była-li ja muž, by dyrbjat swět wo mni rěčeć. (deutsch Wenn ich ein Mann wäre, müsste die Welt von mir reden.)“

## Publikationen (Auswahl)
- Alte und neue Lieder in Leid und Lust, um 1838, aus dem Besitz von J. B. Deijka und H. Wićazec[6]
- Umsonst, (Gedicht) in deutscher Sprache um 1850[6]
- Einstimmige Lieder mit sorbischem und deutschem Text und Klavierbegleitung 1936–1939, u. a. Čista wutroba[7] auf den Text von Herta Wićazec – op. 105, III, aus dem Nachlass von Bjarnat Krawc[6]

### Monographien
- Adolf Černý Herta Wićazec. Žiwjenje a pisma prěnjeje serbskeje basnjeŕki. [Herta Wićazec. Das Leben und Schriftstücke der ersten sorbischen Dichterin] Verlag E. Muka, Bautzen, 1901.
- Róža Domašcyna Herta Wićazec, Serbische Poesie. Band 32. Volksverlag Domowina, Bautzen, 1993.

### Artikel
- Radek Čermák: Prěnja serbska awtorka a hranicy interpretacije. [Die erste sorbische Autorin und Grenzen der Interpretation] Rozhlad 9/2019, S. 6–8.
- Bohumila Šretrová: Herta Wićazec. Rozhlad 10/11 1958, S. 337–340.
- Pawoł Wićaz: Herta Wićazec – prěnja serbska spisowaćelka a pěsnjerka. [Herta Wićazec – die erste sorbische Schriftstellerin und Liedermacherin] Serbskej protyce 1956, S. 75–76.

### Allgemeines
- Michał Hórnik: „Čitanka: mały wubjerk z narodneho a nowišeho pismowstwa hornjołužiskich Serbow. Ze serbskoněmskim słownikom.“ [Lesebuch: eine kleine Auswahl aus nationalem und neuerem Schrifttum der Oberlausitzer Sorben. Mit sorbisch-deutschem Wörterbuch.] Schmaler & Pech. Bautzen. 1863.
- Peter Kunze: „Jan Arnošt Smoler: ein Leben für sein Volk.“ Domowina-Verlag. Bautzen. 1995.
- Helena Ulbrechtová: „Lužickoserbská literatura: její vývoj a pozice mezi středoevropskými literaturami“. [Lausitzer-serbische Literatur: ihre Entwicklung und ihre Stellung unter den mitteleuropäischen Literaturen] Karls-Universität: Karolinum. Prag. 2009.